# Cóc mía
Cóc mía (danh pháp hai phần: Rhinella marina) là một loài cóc thuộc chi Rhinella, họ Bufonidae. Tên gọi của chúng xuất phát từ việc loài này bản địa Trung và Nam Mỹ nhưng đã được du nhập từ Hawaii vào châu Úc năm để ăn các loài bọ cánh cứng sống trên cây mía gây hại cho cây mía. Nó là thành viên chi Rhinella,nhưng trước đây được đặt trong chi Bufo. Đây là loài cóc có kích thước lớn. Cóc mía là một loài mắn đẻ; con cái đẻ mỗi lần một chùm gồm hàng ngàn trứng. Sự sinh sản thành công của chúng là nhờ chế độ ăn cơ hội của nó: nó có một chế độ ăn uống, không bình thường giữa các loài Anura, chúng ăn cả con mồi sống và chết. Con lớn có kích thước dài trung bình 10–15 cm (3,9–5,9 in), các mẫu vật lớn nhất ghi nhận con lớn có cân nặng 2,65 kg với chiều dài 38 cm (15 in) từ mõm đến huyệt.
Cóc mía là loài cổ. Một hóa thạch (mẫu vật UCMP 41159) tại La Venta từ thế Miocene của Colombia hoàn toàn giống với cóc mía hiện đại. Nó được phát hiện ở một bãi bồi, cho thấy môi trường R. marina là ở các vùng mở.
Cóc mía có các tuyến độc, và nòng nọc rất độc với hầu hết động vật nếu bị ăn phải. Bởi vì sự phàm ăn của nó, cóc mía được đưa đến nhiều quốc gia Thái Bình Dương và các bảo Caribbe để kiểm soát dịch hại. Cóc mía nay bị xem là dịch hại và loài xâm lấn ở nhiều nước; đặc biệt các loài động vật ăn thịt bản địa đặc thù có thể chết nếu ăn vào.

## Phân loại
Ban đầu, cóc mía được dùng để diệt hại có cây mía đường. Cóc mía cũng có các tên gọi thông thường phô biến khác, gồm "giant toad" (cóc khổng lồ) và "marine toad" (cóc biển); tên đầu chỉ kích thước, tên còn lại nói đến tên khoa học của cóc mía, R. marina. Nó là một trong nhiều loài được Linnaeus mô tả trong Systema Naturae (1758). Linnaeus đặt tên marina dựa trên minh họa của nhà động vật học người Đức Albertus Seba, người lầm tưởng cóc mía sống ở cả trên cạn và biển. Các tên khác là "giant neotropical toad" (cóc cận nhiệt đới khổng lồ), "Dominican toad" (cóc Dominica), "giant marine toad", và "South American cane toad" (cóc mía Nam Mỹ). Trong tiếng Anh Trinidad, crapaud là tên thông thường của chúng, nghĩa từ này trong tiếng Pháp là "cóc".

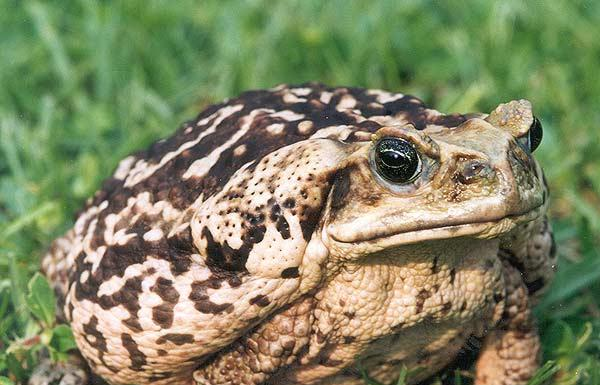
Một con cóc mía sáng màu

Ở Úc, con trưởng thành có thể bị nhầm lẫn với các loài cóc bản địa trong chi Limnodynastes, Cyclorana, và Mixophyes. Những loài này có thể dễ dàng phân biệt với cóc mía nhờ thiếu tuyến parotoid sau mỗi mắt. Heleioporus australiacus cũng bị nhầm lẫn với cóc mía, cả hai đều có bề ngoài to lớn và nhiều mụt cóc; tuy nhiên, H. australiacus có thể được nhận dạng bởi đồng tử thẳng đứng và mống mắt màu bạc-xám. Con non bị nhầm lẫn với loài thuộc chi Uperoleia, nhưng có các khoảng màu sáng trên háng và bắp dùi mà Uperoleia không có.
Ở Mỹ, cóc mía rất giống với nhiều loài Bufonidae. Đặc biệt là Bufo terrestris.

## Mô tả

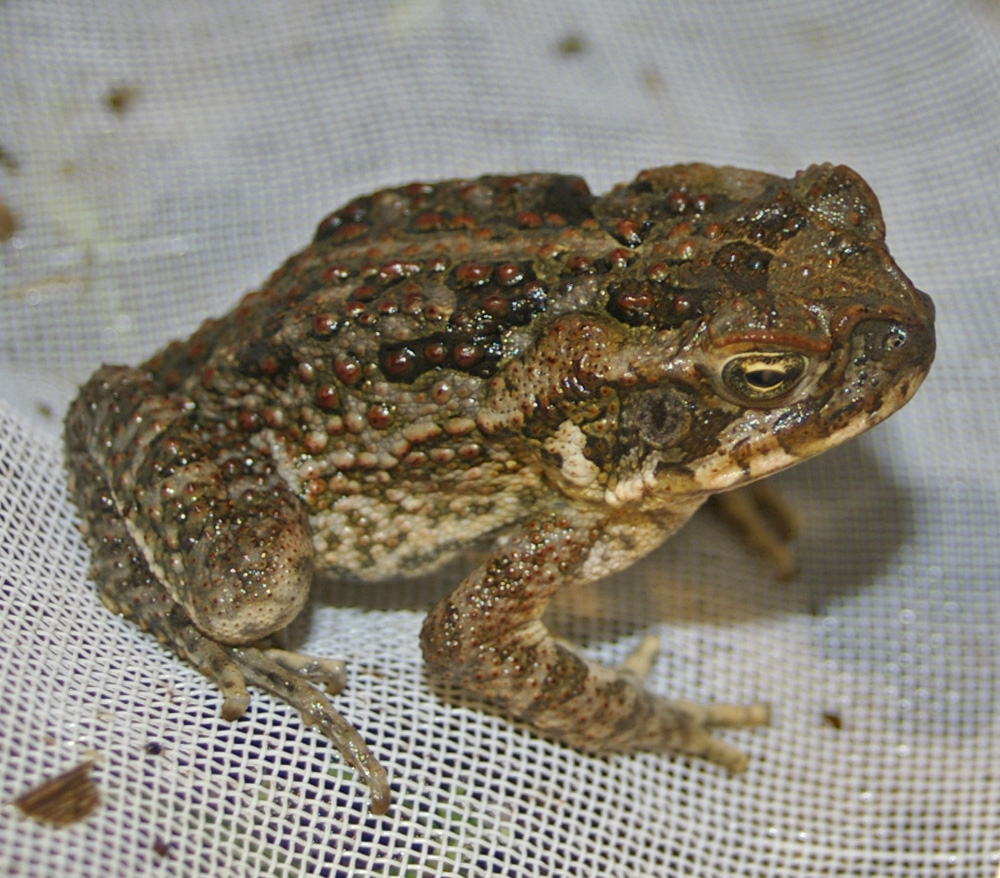
Cóc mía non

Con cóc mía có kích thước là rất lớn; con cái lớn hơn đáng kể so với con đực, đạt chiều dài trung bình 10–15 cm (3,9–5,9 in). "Prinsen", một con cóc được nuôi làm thú cưng ở Thụy Điển, được liệt kê trong sách kỷ lục Guinness như là mẫu vật lớn nhất được ghi lại. Nó nặng 2,65 kg và dài 38 cm (15 in) từ mõm đến huyệt hoặc dài 54 cm (21 in) khi nó hoàn toàn duỗi ra, tính từ đầu ngón chân trước đến ngón chân sau. Các con cóc lớn hơn thường được tìm thấy trong các khu vực có mật độ cóc thấp hơn. Chúng có tuổi thọ từ 10 đến 15 năm trong tự nhiên, và có thể sống lâu hơn đáng kể trong điều kiện nuôi nhốt, với một mẫu được báo cáo là còn sống sót trong 35 năm..
Da cóc mía khô và có nhiều mụt. Cá thể cóc mía có thể có màu xám, hơi vàng, đỏ-nâu, hay ô liu-nâu. Một tuyến parotoid lớn nằm sau mỗi mắt. Mặt bụng có màu kem và có thể có các mảng màu đen hay nâu. Đồng tử nằm ngang và mống mắt màu vàng. Ngón chân sau có các màng hóa thịt ở gốc, và ngón chân trước không màng.
Thông thường, cóc mía chưa trưởng thành có da mịn, đen, mặc dù một số mẫu cóc mía có lớp da màu đỏ. Con nhỏ không có tuyến parotoid tiết ra chất độc như con trưởng thành, vì vậy chúng thường ít độc hơn. Con nòng nọc nhỏ và có màu đen đồng nhất, sinh sống dưới nước, có xu hướng tạo thành đàn. Nòng nọc có chiều dài từ 10 đến 25 mm (0,39 đến 0,98 in).

## Sử dụng
Ngoài việc sử dụng như là một loài kiểm soát sinh học đối với sâu bệnh, cóc mía còn được sử dụng trong một số ứng dụng thương mại và phi thương mại. Theo truyền thống, trong phạm vi tự nhiên của con cóc ở Nam Mỹ, người Embera-Wounaan vắt chất độc từ con cóc để lấy độc tố của chúng dùng tẩm vào mũi tên. Ngoài ra còn có ý kiến cho rằng các độc tố có thể đã được người Olmec sử dụng như một chất ma tuý. Loài cóc này đã được săn bắn như là một nguồn thực phẩm trong một số khu vực của Peru, người ta sử dụng thịt của chúng sau khi loại bỏ da và các tuyến parotoid. Gần đây hơn, độc tố của cóc mía đã được sử dụng trong một số cách thức mới:. bufotenin đã được sử dụng trong Nhật Bản như là một kích thích tình dục và phục chế mọc tóc, và trong phẫu thuật tim tại Trung Quốc để làm giảm nhịp tim của bệnh nhân.
Ứng dụng hiện đại khác bao gồm dùng cóc mía để khiểm tra tình trạng mang thai ở người, làm vật nuôi, nghiên cứu trong phòng thí nghiệm,

## Phân bố
Cóc mía bản địa ở châu Mỹ, và phạm vi của nó kéo dài từ thung lũng Rio Grande ở Nam Texas tới Amazon và đông nam Peru. Khu vực này gồm cả môi trường nhiệt đới và bán khô cằn. Mật độ cóc mía tại vùng bản địa thấp hơn tại vùng nó được du nhập. Ở Nam Mỹ, mật độc được ghi nhận là 20 con trưởng thành trên 100 m (109 yd) tại bờ biển, chỉ bằng 1-2% mật độ ở Úc.